# 柳済国
柳 済国（または柳 濟國、リュ・ジェグク、韓国語:류제국、1983年5月30日 - ）は、大韓民国のソウル特別市出身の元プロ野球選手（投手）。右投げ右打ち。

## 経歴

### メジャー時代
2001年、徳寿情報産業高校時代にシカゴ・カブスと契約してプロ入り。
デイトナ・カブス所属時代の2003年4月23日にフロリダのジャッキー・ロビンソン球場で「Ozzy」と呼ばれ親しまれていたミサゴを見つけるとにやにやと笑いながら硬球を数度に渡って投げ続け、4回目にその頭部に硬球を命中させた。ミサゴはその6日後にこの傷が原因で死亡した。リュはフロリダ州の保護鳥であるミサゴを殺したことで罰金刑と保護観察処分を受けた。
その後、2006年にはメジャーに昇格して、5月14日にパドレス戦でリリーフでメジャーデビューを果たす。しかし、初先発となった同年5月28日のアトランタ・ブレーブス戦で、1回1/3回28球、6失点、4被本塁打で、降板後即マイナー戻りとなった。その後、8月下旬に再びメジャーに昇格されたが、ブルペンに回された。2006年は登板した10試合のうち6試合で失点するなど目立った活躍はできなかった。
2007年、タンパベイ・デビルレイズにトレードされた。デビルレイズでは、メジャーで開幕ロースターに入るもマイナーとメジャーを行ったり来たりと成績を残せなかった。
2008年もレイズと1年契約を結んだが、オープン戦でカットされマイナー行きとなった。その後、4月中旬にメジャーに呼び出されたが、シアトル・マリナーズ相手の敗戦処理として1回1/3を投げただけで3日後には再びマイナーに戻され、その後は5月に負傷者リストに掲載され、そのまま一度も投げることなくシーズンを終えた。チームはポストシーズンに進出したが、ロースターには登録されなかった。

### レイズ退団後
2009年1月13日にゲーブ・キャプラーの獲得に伴って戦力外となった。1月15日にウェーバー経由でサンディエゴ・パドレスへ移籍。しかし、パドレスでもシーズン開幕前に再度ウェーバーにかけられ、3月26日にクリーブランド・インディアンスに移籍したが、身体テストをパスすることができずにパドレスに送り返された。その後、解雇された。
2010年にはテキサス・レンジャーズとマイナー契約を結んだが、労働ビザ発給が遅れたために開幕前に解雇された。その後、6月には韓国に帰国して兵役検査を受けたが選手時代の肘の故障によって、現役兵ではなく第4級の公益勤務要員として服務し、2012年10月に除隊された。
2009年の第2回ワールド・ベースボール・クラシックで韓国代表監督を務めた金寅植は、「米国で柳済国に会ったが、変わってしまっていた。高校のときは非常にいい投手だったが、今は使い物にならなくなっていた。マイナーリーグでしっかりと学べなかったようだ。韓国の高校生がメジャーリーガーになるために何人も渡米しているが、こういう姿を見て考えなければならない。米国に行ったからといって、皆がメジャーリーガーになれるわけではない。日本のようにプロを経てFA（フリーエージェント）で行き、認められるべきだ」 とコメントした。

### LG時代
2013年1月、韓国での保有権を持つLGツインズに入団した。
5月19日、韓国初登板初先発となった起亜タイガース戦で韓国初勝利をあげた。同年はチーム最多の12勝を記録。
2014年以降も先発として起用される。
2016年は自己最多、チーム最多の13勝を記録。
2017年は8勝にとどまった。
2018年は一軍登板がなかった。
2019年は約2年ぶりに試合で登板するも未勝利のまま8月23日に現役引退を発表した 。

## 詳細情報

### 年度別投手成績
| 年 度    | 球 団    | 登 板 | 先 発 | 完 投 | 完 封 | 無 四 球 | 勝 利 | 敗 戦 | セ 丨 ブ | ホ 丨 ル ド | 勝 率 | 打 者 | 投 球 回 | 被 安 打 | 被 本 塁 打 | 与 四 球 | 敬 遠 | 与 死 球 | 奪 三 振 | 暴 投 | ボ 丨 ク | 失 点 | 自 責 点 | 防 御 率 | W H I P |
| -------- | -------- | ----- | ----- | ----- | ----- | -------- | ----- | ----- | -------- | ----------- | ----- | ----- | -------- | -------- | ----------- | -------- | ----- | -------- | -------- | ----- | -------- | ----- | -------- | -------- | ------- |
| 2006     | CHC      | 10    | 1     | 0     | 0     | 0        | 0     | 1     | 0        | 0           | .000  | 77    | 15.0     | 23       | 7           | 6        | 1     | 2        | 17       | 1     | 0        | 14    | 14       | 8.40     | 1.93    |
| 2007     | TB       | 17    | 0     | 0     | 0     | 0        | 1     | 2     | 0        | 1           | .333  | 110   | 23.1     | 31       | 2           | 11       | 0     | 4        | 14       | 2     | 0        | 19    | 19       | 7.33     | 1.80    |
| 2008     | TB       | 1     | 0     | 0     | 0     | 0        | 0     | 0     | 0        | 0           | ----  | 5     | 1.1      | 0        | 0           | 1        | 0     | 0        | 1        | 0     | 0        | 0     | 0        | 0.00     | 0.75    |
| 2013     | LG       | 20    | 20    | 0     | 0     | 0        | 12    | 2     | 0        | 0           | .857  | 485   | 111.2    | 109      | 11          | 50       | 1     | 9        | 88       | 7     | 1        | 50    | 48       | 3.87     | 1.42    |
| 2014     | LG       | 27    | 27    | 0     | 0     | 0        | 9     | 7     | 0        | 0           | .563  | 661   | 147.2    | 146      | 13          | 58       | 3     | 13       | 128      | 9     | 0        | 100   | 84       | 5.12     | 1.38    |
| 2015     | LG       | 24    | 23    | 0     | 0     | 0        | 4     | 9     | 0        | 0           | .308  | 572   | 130.0    | 134      | 16          | 55       | 1     | 14       | 88       | 15    | 0        | 72    | 69       | 4.78     | 1.45    |
| 2016     | LG       | 29    | 29    | 1     | 0     | 0        | 13    | 11    | 0        | 0           | .542  | 701   | 161.1    | 152      | 14          | 70       | 0     | 21       | 138      | 13    | 0        | 83    | 77       | 4.30     | 1.38    |
| 2017     | LG       | 25    | 25    | 0     | 0     | 0        | 8     | 6     | 0        | 0           | .571  | 591   | 131.1    | 140      | 10          | 55       | 0     | 19       | 107      | 15    | 0        | 87    | 78       | 5.35     | 1.48    |
| 2019     | LG       | 11    | 11    | 0     | 0     | 0        | 0     | 2     | 0        | 0           | .000  | 591   | 53.1     | 57       | 5           | 26       | 1     | 4        | 31       | 2     | 0        | 27    | 25       | 4.22     | 1.56    |
| MLB：3年 | MLB：3年 | 28    | 1     | 0     | 0     | 0        | 1     | 3     | 0        | 1           | .250  | 192   | 39.2     | 54       | 9           | 18       | 1     | 6        | 32       | 3     | 0        | 3     | 0        | 7.49     | 1.82    |
| KBO：6年 | KBO：6年 | 136   | 135   | 1     | 0     | 0        | 46    | 37    | 0        | 0           | .554  | 3253  | 735.1    | 738      | 69          | 313      | 5     | 80       | 590      | 61    | 1        | 419   | 381      | 4.66     | 1.43    |

- 2019年シーズン終了時
- 各年度の太字はリーグ最高

### 背番号
- 20 （2006年）
- 11 （2007年 - 2008年、2013年 - 2019年）